# Доњи Коњари
Доњи Коњари (мкд. Долно Коњари) су насеље у Северној Македонији, у северном делу државе. Доњи Коњари припадају општини Петровец, која окупља источна предграђа Града Скопља.

## Географија
Доњи Коњари су смештени у северном делу Северне Македоније. Од најближег већег града, Скопља, насеље је удаљено 30 km источно.
Насеље Доњи Коњари је у оквиру историјске области Блатија, која се обухвата источни део Скопског поља. Насеље је смештено на источном ободу поља, у долини Пчиње. Западно од насеља издиже се брежуљкаст крај Которци, док се источно издиже Градиштанска планина. Надморска висина насеља је приближно 245 метара.
Месна клима је измењена континентална са мањим утицајем Егејског мора (жарка лета).

## Становништво
Доњи Коњари су према последњем попису из 2002. године имали 704 становника.
Претежно становништво су Бошњаци (81%), а мањина су Албанци (17%). До почетка 20. века већинско становништво у селу били су Турци, који су се потом спонтано иселили у матицу.
Већинска вероисповест је ислам.